# Осламів
Осла́мів — село в Україні, у Віньковецькій селищній громаді Хмельницького району Хмельницької області. Населення становить 1236 осіб (з 587 дворів).

## Загальні відомості
Село лежить біля витоків річки Говірки, на схід від нього розташоване село Зоряне, а на південь — Ломачинці.
На території сільської ради діють: Осламівська сільська лікарська амбулаторія, відділення електрозв'язку, поштове відділення, будинок культури, бібліотека, Чудо-Михайлівська церква, дитячий садок-ясла, школа І-III ст.

## Історія
Перші історичні відомості про село Осламів не сягають далі поч. XVII ст., хоч поселення на його місці, мабуть, існувало задовго до того часу. Є припущення, що засновниками села стали вцілілі від монголо-татарського нашестя жителі міста Заслав'я, що існувало неподалік на високих пагорбах безіменної річки, протоки Калюса, та переселенці з Галичини. Звідси й версії про походження назви села — від «Оселя» або ж «Ослави».
В другій половині XVII ст. половина Осламова належала польським шляхетським родам Гуменецьких, друга — Станіславу і Ганні Станішевським.
Селянсько-козацькі повстання, жорстока боротьба за самостійність України, що тривала в середині XVII ст., призвели до розорення краю. Спустошений Осламів, як і всі довколишні села й міста, спіткало ще одне лихо — епідемія чуми, яка перекинулася з території Молдови. В 1661 р. село було повністю знищене і лише через сім років почало відбудовуватись. На початку 1770 р. територія краю, у чому числі Осламів, зазнали лиха від епідемії холери. Вимирали цілі сім'ї, вулиці, села.
У квітні 1793 р. Правобережна Україна об'єдналася з Лівобережною у складі Росії. В травні 1795 р. Осламів став волосним центром Ушицького повіту Подільської губернії. До складу волості входило 12 населених пунктів, у тому числі й Віньківці.
У першій половині XIX ст. Осламів належав двом поміщикам — Петру Пелеховському і Сатурнію Сарнецькому, а в 1847 р. маєток викупив колезький радник, полковник Микола Йосипович Ґе, батько знаменитого російського художника Миколи Миколайовича Ґе. Відомо, що з 1855 по 1865 рр. в Осламові проживав інший син поміщика — Григорій Ґе. Покинувши військову службу, вій займався літературною діяльністю, брав активну участь у громадському житті, цікавився проблемами народної освіти. В 1864 р. він відкрив в Осламові першу на Поділлі школу з українською мовою викладання для селянських дітей.
Навчання здійснювалось за букварем, складеним письменником Пантелеймоном Кулішем. Діти вивчали біографію, твори Тараса Шевченка, знайомилися з народною творчістю. Проте вже у травні 1865 р. повітовий справник повідомив губернатора про закриття школи в Осламові. Сам Григорій Миколайович був змушений був переїхати на проживання до Миколаєва.
З 1876 р. в Осламові жив і творив інший син М. Й. Ґе — Микола. Одну зі своїх картин «Тайна вечеря» він нібито подарував Осламівській сільській церкві, спорудженій завдяки старанням священика В.Сахапевича незадовго перед тим.
З кінця XIX ст. село перейшло у власність царського генерала, Олександра Осиповича Шмідта, німця за походженням. З іменем останнього й пов'язана давня слава Осламова. У 1879 р. він заклав у своєму маєтку плодорозсадник і сад. Садівний матеріал яблунь, груш, черешень, вишень і слив завозився сюди з Нікітського ботанічного саду, розсадників Києва, Одеси, Варшави, Риги, інших місць. Незабаром Осламів перетворився на центр інтенсивного науково-дослідного садівництва. Управитель маєтку Микола Андрійович Хрістіан, теж німець за походженням, а згодом вивчений за кошти генерала садівник Вячеслав Скверчинський, випробовували велику кількість сортів плодових дерев і районували найкращі з них.
Уже в 1894, 1895 і 1897 рр. у журналі «Плодоводство» були статті про розвиток садівництва в Осламівському маєтку. Собрания Императорского Российского Общества плодоводства визнала, що яблука сорту «Наполеон» з Осламівського саду не поступаються таким же, завезеним з Тіроля.
Після перемоги лютневої революції в Росії, повалення самодержавства вже влітку 1917 року виконком Осламівської волості був перейменований в раду селянських депутатів, яка проіснувала недовго. 15 листопада 1920 р. в селі було встановлено ревком, який очолив Петро Карвацький. На початку 1921 р. було організовано Осламівський волосний виконавчий комітет, його головою став Павло Касіянович Біланюк.
В ході адміністративно-територіальної реформи 1923—1925 рр. Осламів перестав бути волосним центром і став центром сільської ради.
Окупація території Віньковечинни в липні 1941 р. нацистськими загарбниками припинила діяльність сільської ради, мирне життя селян. Відновилась вона після визволення Осламова в березні 1944 р.
7 (20) листопада 1917 року, відповідно до Третього Універсалу Української Центральної Ради, увійшло до складу Української Народної Республіки.
12 червня 2020 року, відповідно до розпорядження Кабінету Міністрів України № 727-р «Про визначення адміністративних центрів та затвердження територій територіальних громад Хмельницької області», увійшло до складу Віньковецької селищної громади.
19 липня 2020 року, після ліквідації Віньковецького району, село увійшло до Хмельницького району.

## Відомі уродженці
- Бялик Микола Іванович — Герой України;
- Данченко Володимир Григорович — заступник голови облдержадміністрації м. Полтава;
- Шморгун Петро Михайлович — радянський історик.

## Галерея

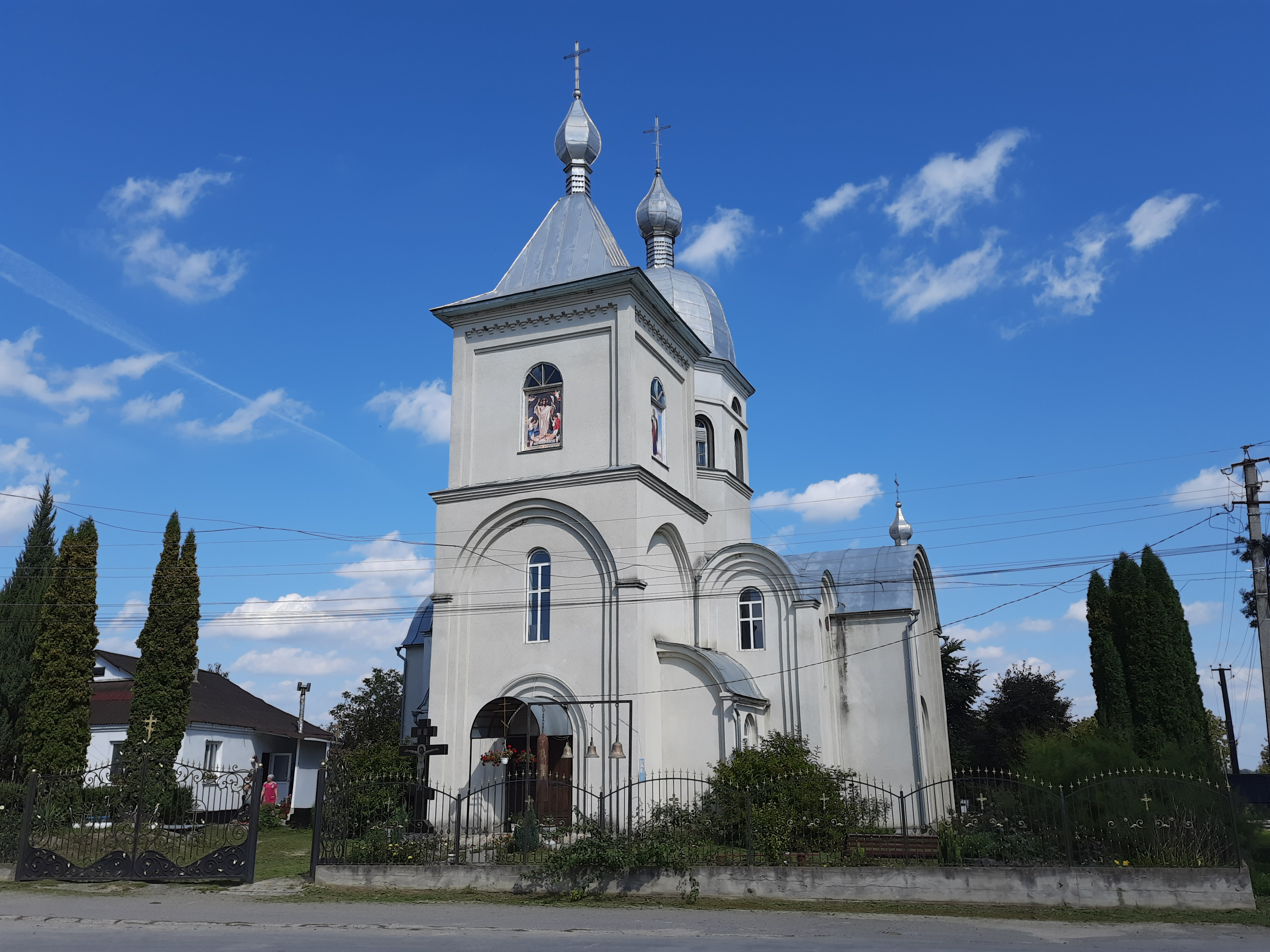
Михайлівська церква
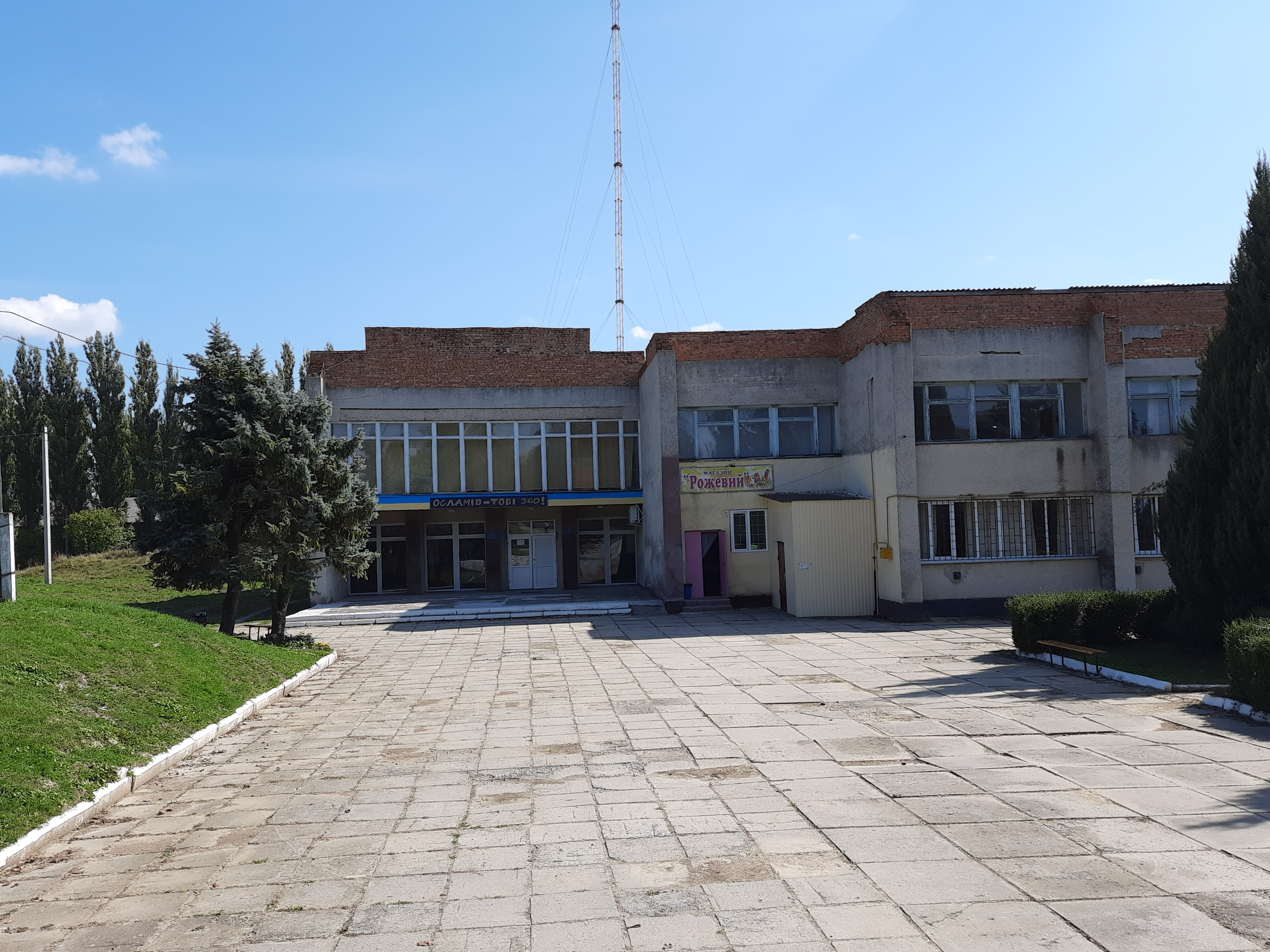
Старостат
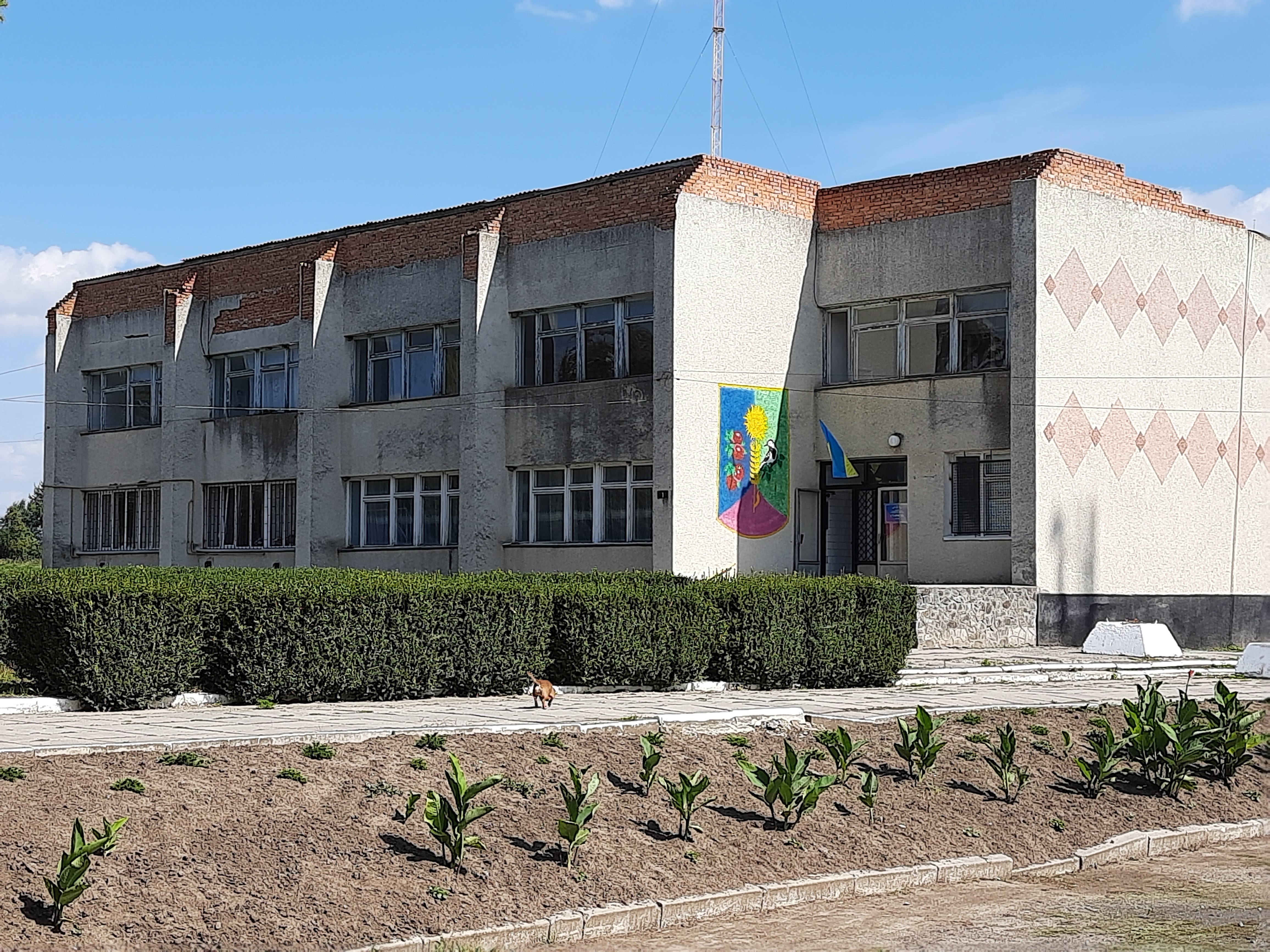
Будинок культури
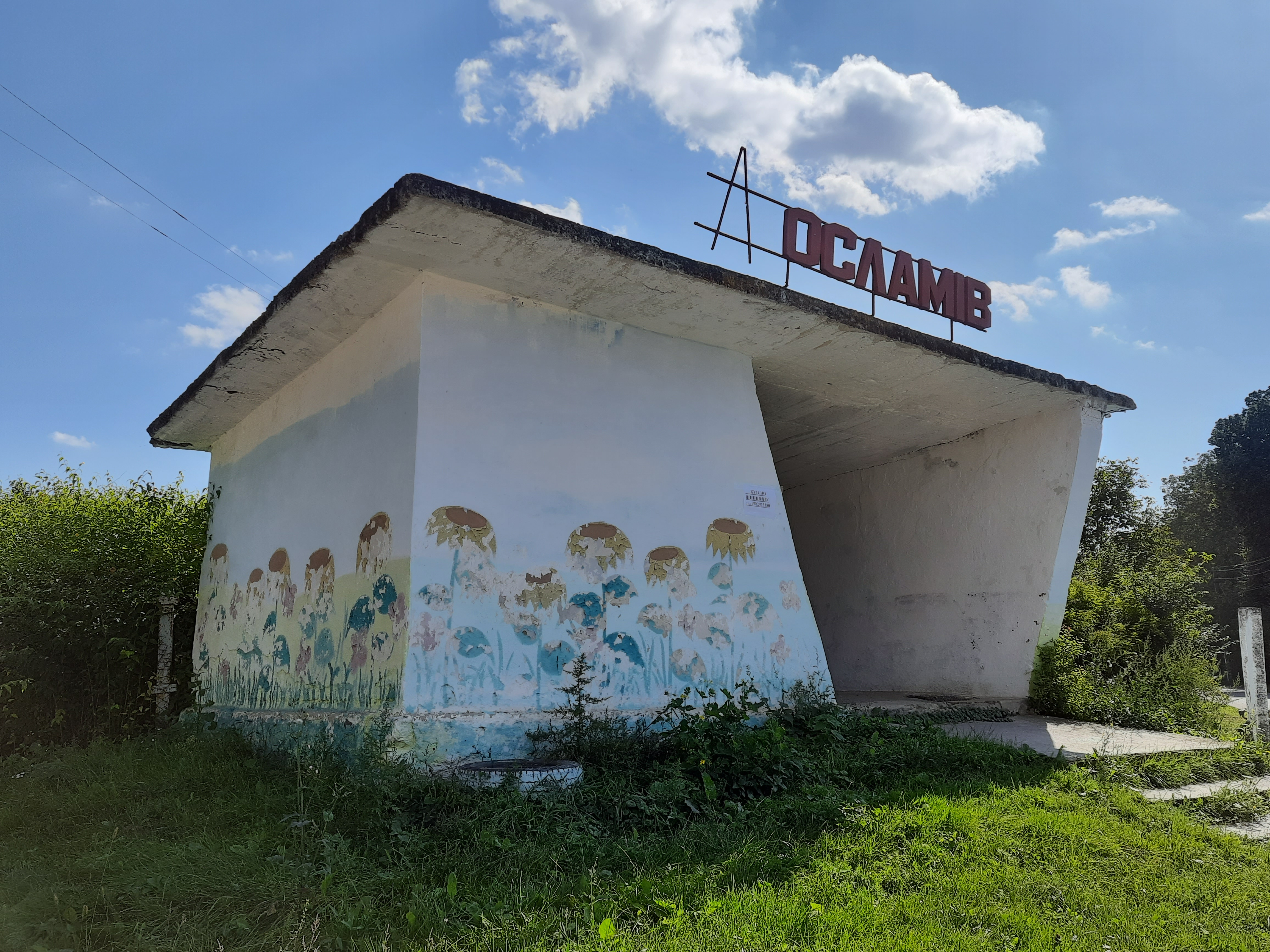
Автобусна зупинка
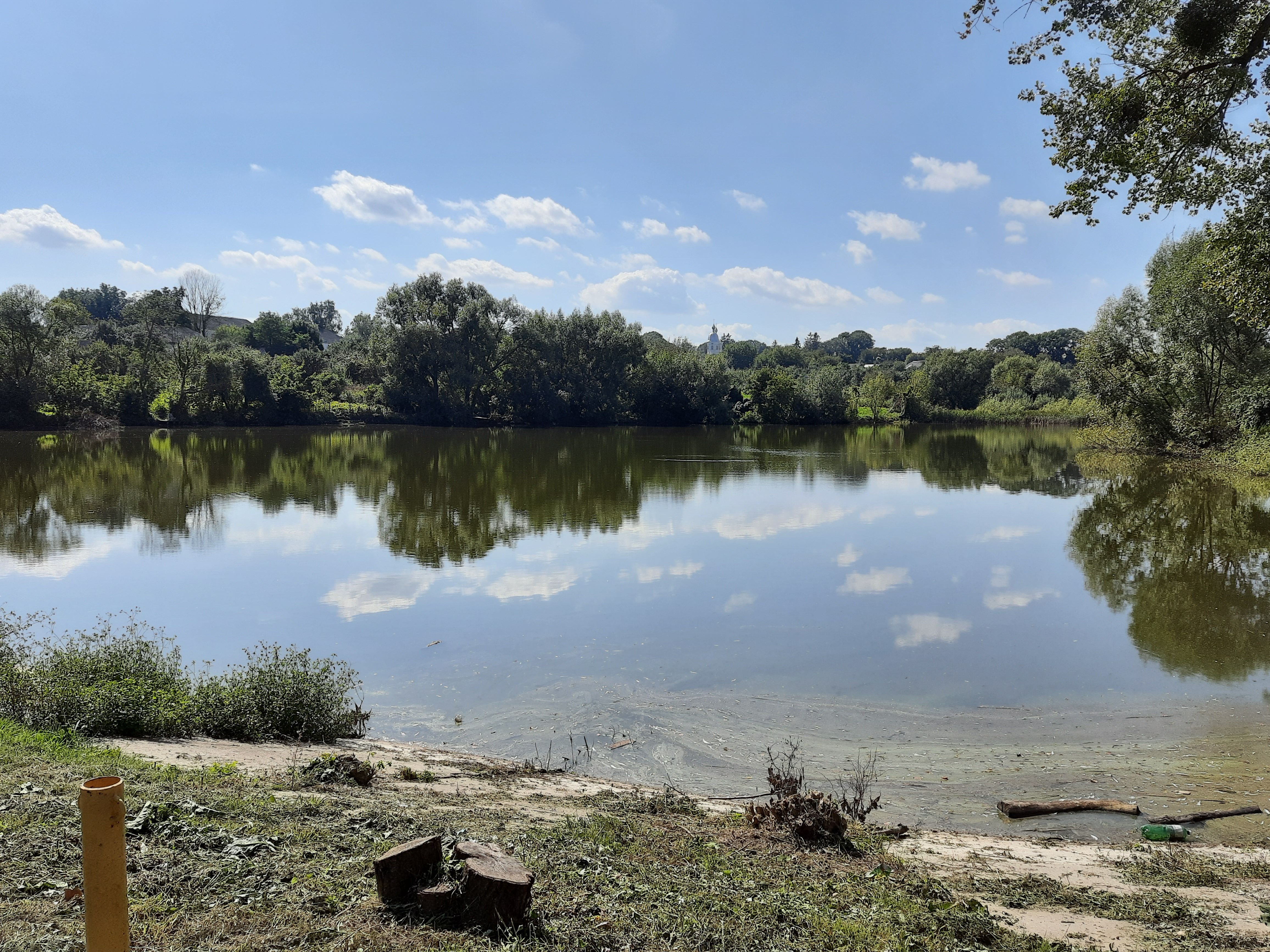
Став біля села